# Nguyễn Công Hoan

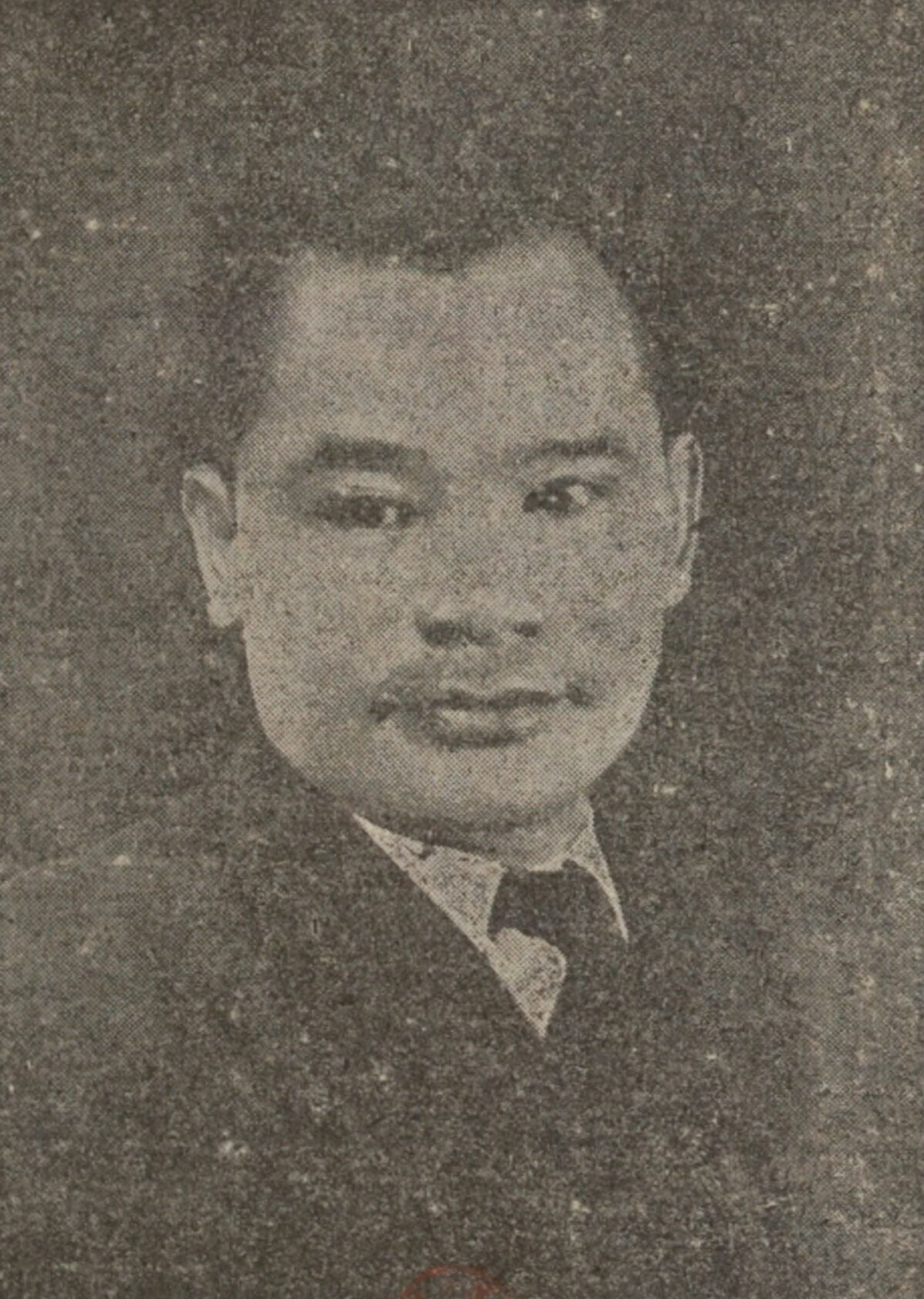
Nguyễn Công Hoan

Nguyễn Công Hoan (ur. 1903, zm. 1977) – wietnamski powieściopisarz, jeden z czołowych reprezentantów realizmu w literaturze wietnamskiej.
Debiutował w latach 30. XX wieku. Autor takich utworów jak Kép Tư Bền („Aktor Tư Bền”, 1935), Bước đường cùng („Droga bez wyjścia”, 1938), Tranh tối tranh sáng („Między nocą a dniem”, 1956). W swoich powieściach, osadzonych w realiach czasów kolonialnych, w środowisku ubogich mieszkańców wsi, podejmował tematykę społeczną, krytykując patologie feudalnego społeczeństwa.